# Octopus’s Garden
Octopus’s Garden – piosenka zespołu The Beatles, napisana przez Ringo Starra z niewielką pomocą George Harrisona (za autora uważa się tylko Starra). Piosenka znajduje się na płycie Abbey Road oraz na późniejszych płytach The Beatles: The Beatles 1967–1970, Anthology 3 oraz Love.
Harrison o piosence: „'Octopus’s Garden’ jest utworem Ringo. Miejcie na uwadze, że to jest dopiero druga piosenka, jaką napisał i jest urocza.” Harrison dodał, że piosenka na długo zostaje w głowie, „ponieważ jest taka spokojna. Myślę, że Ringo pisał kosmiczne piosenki zupełnie nie zdając sobie z tego sprawy.”

## Inspiracje
Starr wpadł na pomysł piosenki, kiedy wraz ze swoją rodziną odpoczywał pływając statkiem koło Sardynii, w 1968 roku. Pewnego razu zamówił rybę z frytkami, lecz zamiast tego dostał kałamarnicę (był to pierwszy raz, kiedy Ringo jadł coś takiego, potem powiedział: „Było całkiem dobre. Trochę gumowate. Smakowało jak kurczak.”)
Kapitan statku opowiedział Starrowi o ośmiornicach, o tym, jak podróżują na dnie morza zbierając kamyki i błyszczące przedmioty, z których potem budują swoje ogrody. Starr później powiedział, że słuchanie o ośmiornicach spędzających całe dnie na zbieraniu błyszczących obiektów na dnie morza było jedną z najszczęśliwszych rzeczy, jakie kiedykolwiek słyszał i właśnie to zainspirowało go do napisania piosenki „Octopus’s Garden” („Ogród ośmiornicy”).
Czasami utwór uważany jest za piosenkę dla dzieci, tak samo jak „Yellow Submarine”, „The Continuing Story of Bungalow Bill” i „All Together Now”. Była również kilkakrotnie wykonywana przez Muppety, w różnych odcinkach programu The Muppet Show.
W filmie Beatlesów Let It Be, Starr przeprowadza próbę swojej piosenki na pianinie, później dołącza do niego Harrison, który śpiewa z nim fragment utworu: „We would be, so happy you and me...”.